# 華語劇台
華語劇台（英語：Chinese Drama）是香港電視廣播有限公司旗下一條劇集頻道，以播放中國大陸和台灣製作的華語劇集為主。
同公司的類近頻道為亞洲劇台、黃金華劇台。主要競爭對手有now TV的now華劇台。

## 歷史
2016年MYTV SUPER推出後推出包含華語劇台在內的33頻道，主要僅上映TVB自製節目及其他外購節目。推出初期僅上映台灣的《後菜鳥的燦爛時代》及中國大陸的《芈月傳》、《偽裝者》、《女醫明妃傳》、《他來了請閉眼》等戲劇作品。華語劇台在2018年傳出關閉的傳聞，而華語劇台被稱採取無限輪迴的播出模式，以重播舊作品為主，不斷循環播放《談判官》、《鬼吹燈之精絕古城》等節目。

## 播放模式
華語劇台主要播放華語地區多種類型的劇集如古裝劇、都市話題劇和人氣偶像劇等，包括曾經於免費頻道翡翠台及J2播出的劇集。
由2022年7月14日至今，偶爾會播出曾於myTV SUPER上架而未曾於免費頻道翡翠台及J2播出的華語地區電視劇集，這些劇集部份設有粵語配音。

## 外部連結
- 官方網站EPG （页面存档备份，存于）（繁體中文）